# SPARQL
A SPARQL (SPARQL Protocol and RDF Query Language) olyan RDF-lekérdezőnyelv, melynek segítségével különféle adatbázisokhoz adhatunk meg lekérdezéseket. A SPARQL segítségével Resource Description Framework formátumban tárolt adatokat módosíthatunk, és nyerhetünk ki az adatbázisból. A World Wide Web Consortium RDF Data Access Working Group (DAWG) csoportja által nyílt szoftver szabvánnyá vált, és azóta a szemantikus adatbázisok kezelésének egyik legfontosabb technológiájaként tartják számon. 2008. január 15-én a SPARQL 1.0 hivatalos W3C ajánlássá vált.
A SPARQL lekérdezések triple mintákból, konjunkciókból, diszjunkciókból és opcionális mintákból állnak. Implementációk többféle programozási nyelvre is léteznek. Sir Tim Berners-Lee egy 2006 májusában adott interjújában kijelentette, hogy a SPARQL használata hatalmas változásokat fog hozni az érintett programozási területek fejlődésében.
Számos eszköz létezik, melyek segítségével megkönnyíthetjük, illetve félig automatizálhatjuk a SPARQL lekérdezések létrehozását, ezek közül az egyik legismertebb a ViziQuer. Továbbá olyan eszközök is rendelkezésre állnak, melyek SPARQL lekérdezéseket más lekérdező nyelvekre, pl SQL-re, vagy XQuery-re fordítanak le.

## Előnyök
A SPARQL használatával a felhasználó egyértelmű lekérdezéseket adhat meg. Például az alábbi lekérdezés megadja az adatbázisban szereplő összes személy nevét és e-mail címét:
```
PREFIX
 
foaf
:
 
<
http
:
//
xmlns
.
com
/
foaf
/
0
.
1
/>

SELECT
 
?
name
 
?
email

WHERE
 
{

  
?
person
 
a
 
foaf
:
Person
.

  
?
person
 
foaf
:
name
 
?
name
.

  
?
person
 
foaf
:
mbox
 
?
email
.

}

```

Ez a lekérdezés szétosztható több SPARQL végponthoz (szolgáltatások, melyek fogadják SPARQL lekérdezéseket és eredményt adnak vissza), kiszámolja és összegyűjti az eredményt. A eljárást federációs lekérdezésnek hívják.

## A lekérdezések típusai
A SPARQL nyelv négy különböző célra használható lekérdezés típust specifikál.
SELECT querySPARQL végpontokból kinyerhető nyers adatok elérésére szolgál. Az eredményeket táblázatos formában adja meg.
CONSTRUCT querySPARQL végpontokból kinyerhető adatok elérésére, és a kapott eredmények érvényes RDF formátumba történő átalakítására használjuk.
ASK queryEgyszerű Igaz/Hamis eredményt ad meg egy SPARQL végponton végrehajtott lekérdezéshez.
DESCRIBE queryEgy SPARQL végponthoz tartozó RDF diagramot állít elő, amely az egyes végpontok hasznosságát adja meg a tartalmazott információt tekintve.
A fenti lekérdezéseket egy WHERE blokkban adhatjuk meg, a DESCRIBE query esetében a WHERE használata opcionális.

## Példa
A példaként megadott SPARQL lekérdezés a "Melyek Európa fővárosai?" kérdést modellezi:
```
#defaultView:Map

PREFIX
 
wd
:
 
<http://www.wikidata.org/entity/>

PREFIX
 
wdt
:
 
<http://www.wikidata.org/prop/direct/>

PREFIX
 
rdfs
:
 
<http://www.w3.org/2000/01/rdf-schema#>

SELECT
 
DISTINCT
 
?capital
 
?capitalLabel
 
?coor
 
WHERE
 
{

  
?capital
 
wdt
:
P31
 
wd
:
Q5119
.

  
?capital
 
?range
 
wd
:
Q46
.

  
?capital
 
wdt
:
P625
 
?coor
.

  
?capital
 
rdfs
:
label
 
?capitalLabel
.

  
FILTER
((
LANG
(
?capitalLabel
))
 
=
 
"hu"
)

}

```

Próbáld ki!
A query a Wikidata SPARQL végpontját használja. Természetesen csak azokat a fővárosokat találja meg amelyek predikátumai között szerepel Európa mint kontinens és az utolsó sorban megadott filter szerint a Wikidatában létezik az adott főváros magyar nyelvű megnevezése.
Az egyes változókat a "?" vagy a "$" perfixekkel jelöljük. A program ?capital és a ?coor változókhoz tartozó értékeket adja vissza. Ebben az esetben a SPARQL feldolgozó olyan eredményhalmazokat fog keresni, amelyek megfelelnek a megadott négy mintának.
A SPARQL lekérdezést feldolgozó program a állítások (hármasok) halmazán megkeresi azokat az állításokat, amelyek illeszkednek erre a négy mintára, összekötve a lekérdezésben a változókat minden egyes állítás megfelelő részével. Fontos megjegyezni, hogy itt "tulajdonság orientáltságról" beszélünk (az osztály illeszkedések kizárólag az osztály-attribútumokon v. tulajdonságokon keresztül kapcsolódnak össze - lásd a Duck typing.
Azért, hogy a lekérdezések elég tömörek legyenek SPARQL megengedi a prefixek és alap URIk definiálását hasonló stílusban, mint a tuple-ok.

## SPARQL/Update
A SPARUL, vagy SPARQL/Update, a SPARQL egy kiterjesztése, amely tiple tárolóban tárolt RDF adatokhoz biztosítja a hozzáadás, módosítás, és törlés műveleteket.

## SPARQL implementációk
Ez a lista bemutatja a triplestore-okat, APIkat és egyéb tárolókat, amelyek már implementálták a SPARQL lekérdező nyelvet.
- 4store
- AllegroGraph
- ARC2
- ARQ
- BigData
- BrightstarDB
- Corese
- D2R Server
- Dydra
- Hercules
- Intellidimension Semantics Platform 2.0
- Jena
- KAON2
- Knowledge Explorer
- Mulgara
- OntoBroker
- Ontotext OWLIM
- Open Anzo
- OpenLink Virtuoso
- Oracle DB Enterprise Ed.
- Parliament
- Pellet
- RAP
- RDF API for PHP
- RDF-3X
- RDF::Query
- Redland / Redstore
- SPARQL Engine
- SemWeb.NET
- Sesame 2
- Stardog
- StrixDB
- Twinql
- Web Query
- IBM DB2[11]

## Fordítás
- Ez a szócikk részben vagy egészben  a   SPARQL című angol Wikipédia-szócikk ezen változatának fordításán alapul.  Az eredeti cikk szerkesztőit annak laptörténete sorolja fel. Ez a jelzés csupán a megfogalmazás eredetét és a szerzői jogokat jelzi, nem szolgál a cikkben szereplő információk forrásmegjelöléseként.